# Shadows and Light

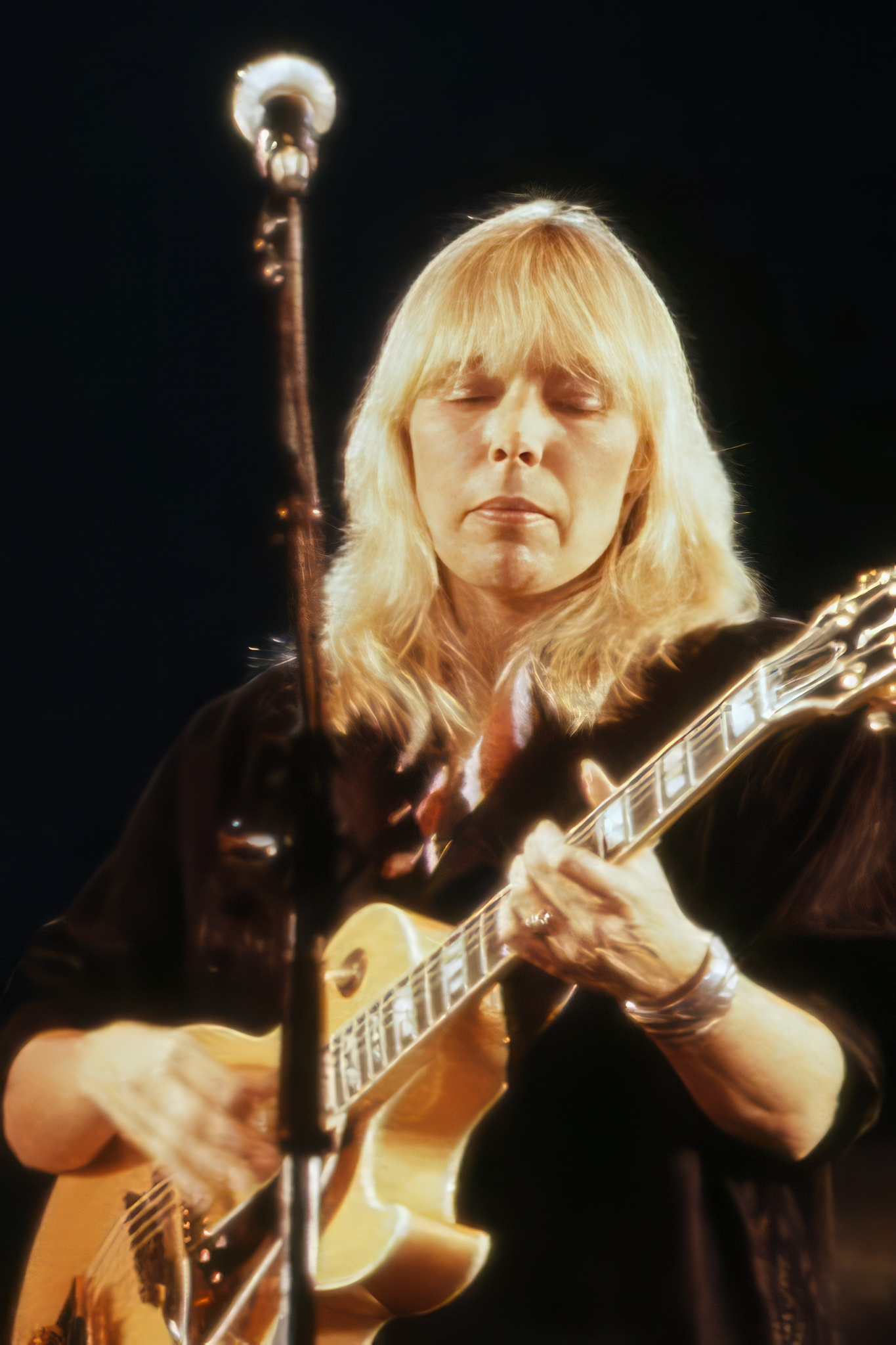
Joni Mitchell (1983)

Shadows and Light ist ein 1980 erschienenes Live-Doppelalbum von Joni Mitchell. Es wurde im September 1979 auf Mitchells Mingus-Tour in der Santa Barbara Bowl aufgenommen. Auch ein Film des Konzerts wurde veröffentlicht.

## Plattenhülle
Das Cover zeigt Joni Mitchell, deren Gesicht mit einem  Schlagzeugbecken überlagert ist (vielleicht eine Anspielung an ihre damalige dreieinhalbjährige Beziehung zum Schlagzeuger Don Alias).
Der Innenbereich enthält von Schwarzweiß-Fotografien der Tour in einer Version. Die Bilder wirken wie abfotografierte Fernsehbilder, sie sind in der Qualität reduziert, haben Streifen und abgerundete Ecken.

## Titelliste
Die Songs stammen von Joni Mitchell, sofern nicht anders angegeben.
Seite 1:
1. Introduction – 1:51 (mit zwei kurzen Auszügen aus Shadows and Light)
2. In France They Kiss on Main Street – 4:14
3. Edith and the Kingpin – 4:10
4. Coyote – 4:58
5. Goodbye Pork Pie Hat – (Musik: Charles Mingus, Text: Joni Mitchell) – 6:02

Seite 2:
1. Jaco’s Solo – (nur im Film) (Jaco Pastorius)
2. The Dry Cleaner from Des Moines – (Joni Mitchell, Charles Mingus) – 4:37
3. Amelia – 6:40
4. Pat’s Solo – (Pat Metheny) – 3:09
5. Hejira – 7:42

Seite 3:
1. Black Crow – (nicht auf CD) – 3:52
2. Don’s Solo – (nicht auf VHS/DVD und CD), (Don Alias) – 4:04
3. Dreamland – (nicht auf VHS/DVD) – 4:40
4. Free Man in Paris – (nicht auf CD) – 3:23
5. Band Introduction – 0:52
6. Furry Sings the Blues – (DVD version and CD version were recorded on separate dates) 5:14

Seite 4:
1. Raised on Robbery – (nur auf VHS/DVD) 0:00
2. Why Do Fools Fall in Love – (Frankie Lymon, Herman Santiago, Jimmy Merchant) – 2:53
3. Shadows and Light – 5:23
4. God Must Be a Boogie Man – (nicht auf VHS/DVD) – 5:02
5. Woodstock – (nicht auf VHS/DVD) – 5:08

## Rezeption
Rad Bennet von Sound Stage urteilte: „Dieses aufregende Konzertalbum wurde während einer historischen Tournee 1979 aufgenommen. Joni Mitchell war auf dem Höhepunkt ihrer Kräfte.“
Vik Iyengar von Allmusic vergibt dem Album drei von fünf Sternen:

„Shadows and Light ist Joni Mitchells zweites Live-Album und eine gute Retrospektive ihrer jazzigen Zeit von 1975 bis 1979. Wie erwartet versammelte sie eine Gruppe von All-Star-Musikern ... Obwohl dieses Album erfreulich ist, unterscheiden sich die Live-Arrangements nicht genug von den Studio-Versionen, um bessere Noten zu verdienen. Tatsächlich war Mitchell schon immer ein Albumkünstler, der Studioalben aufgenommen hat, die einen ganz eigenen Klang und ein eigenes Gefühl hatten.“

Hingegen wertete Stephen Holden 1980 im Rolling Stone das Album als „eine Überraschung und einen Triumph“. Die Versionen auf dem Album seien fast durchgängig besser als die Originale. Beispielsweise segele The Dry Cleaner from Des Moines im sparsamen Bläserarrangement „mit manischer Leichtigkeit“ vorwärts. Am erstaunlichsten seien aber die beiden Titel, die aus The Hissing of Summer Lawns bekannt seien. Sowohl in Edith and the Kingpin als auch in Shadows and Light wechselte Mitchell „aus dem konfessionellen Modus in einen semiabstrakten, archetypischen poetischen Stil“. Während die ursprüngliche Interpretation von Edith and the Kingpin „ein vages und trübes urbanes Tableau suggerierte, enthüllt die spartanische Live-Umgebung einen mythischen Faden aus Verführung und Korruption“.